# Sinfonía n.º 31 (Haydn)

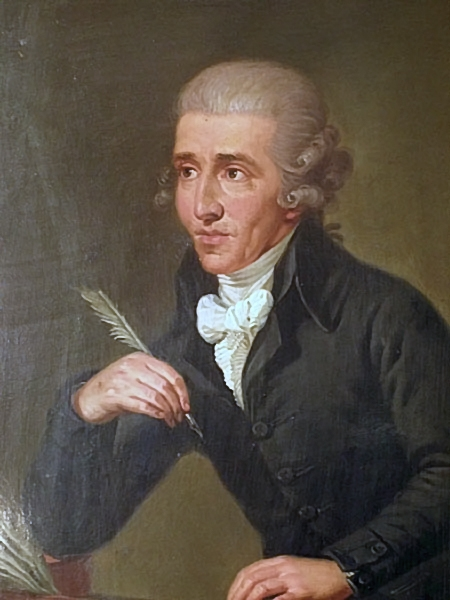
Haydn hacia 1770.

La Sinfonía n.º 31 en re mayor, Hob. I:31, subtitulada Llamada o toque de trompa o en alemán "Mit dem Hornsignal" o "Auf dem Anstand", fue compuesta por Joseph Haydn en 1765.

## Historia

### Composición
La producción sinfónica del maestro austríaco puede dividirse a grandes rasgos en tres bloques temporales: el primer bloque (1757-1761) se corresponde con su periodo al servicio del conde Carl von Morzin (n.º 1 - n.º 5); el segundo bloque en la corte Esterházy (1761-1790 pero con la última sinfonía para el público de Esterházy en 1781); y el tercer bloque (1782-1795) comprende las Sinfonías de París (n.º 82 - n.º 87) y las Sinfonías de Londres (n.º 93 - n.º 104). El 1 de mayo de 1761 el compositor firmó su contrato como vice-kapellmeister (más tarde kapellmeister) de la familia Esterházy, que nominalmente duró 48 años, hasta su muerte. Cuando Nicolás Esterházy accedió al título de príncipe tras la muerte de Antón, hizo ampliar un gran pabellón de caza en la región rural de Suttor para convertirlo en un gran palacio donde Haydn y los músicos que supervisaba pasaban parte del año. En 1765 Nicolás comenzó a veranear allí.
En el contexto de esta pieza se encuentra el príncipe Nicolás, un mecenas que amaba la música y quería que la de su casa fuera interpretada por los mejores músicos pero su presupuesto no daba para una orquesta de gran tamaño. El personal fluctuaba y, por tanto, también las fuerzas de que disponía Haydn para trabajar. El compositor trató de retener a los mejores instrumentistas y lo hizo en parte creando para ellos solos desafiantes en sus primeras sinfonías. A principios de la década de 1760 la orquesta de Esterházy contaba con una amplia sección de cuatro trompas. Pero uno de ellos, Franz Reiner, se marchó en 1763 y no fue sustituido. En una carta de Haydn del 23 de enero de 1765, la más antigua conservada del compositor, comunicó al príncipe la muerte del trompista llamado Knoblauch y sugirió un sustituto, pero su propuesta no fue aceptada. Dicha carta ilustra el papel de Haydn como defensor de sus músicos, ya que pidió al príncipe que concediera a los músicos una gratificación adicional para cubrir el coste de sus medicamentos. Esta petición también fue desestimada temporalmente. En mayo de 1765 el príncipe recuperó la sección de trompas contratando a los trompistas Franz Stamitz y Joseph Dietzl para cubrir las vacantes. Esta sinfonía claramente fue escrita para celebrar este acontecimiento. Otras sinfonías para cuatro trompas de aproximadamente la misma época son la Sinfonía n.º 13, la n.º 39 y la mal numerada n.º 72. Para Joseph Stevenson esta sinfonía probablemente fue escrita para dar la bienvenida a la comitiva de los Esterházy a la residencia de Suttor. 
La composición de esta pieza se desarrolló en 1765. Se conserva el manuscrito autógrafo fechado en ese año. Se desconoce la fecha exacta de la sinfonía, aparte del año. Pero la sinfonía no debió estrenarse antes de mayo de 1765, ya que fue entonces cuando llegaron Stamitz y Dietzl, ni antes del 13 de septiembre de 1765. Esta última fecha se conoce porque la sinfonía incluye una parte de flauta, y el flautista Franz Siegl fue despedido en esa fecha por haber provocado un incendio por descuido mientras disparaba a unos pájaros; hasta el año siguiente Haydn no pudo persuadir a su mecenas para que readmitiera a Siegl. El subtítulo Llamada o toque de trompa se debe precisamente a que Haydn emplea en ella un número importante de trompas, cuatro en total, dándoles un papel prominente en la obra. 

### Estreno y publicación
El estreno se celebró en el vestíbulo de uno de los palacios de la Casa de Esterházy, probablemente en la sede familiar de Eisenstadt. La orquesta era muy limitada, tal vez tres violinistas (primeros y segundos), un violista, un violonchelista y un contrabajista. Pero, como contrapartida, la sala era muy reverberante, lo cual proporcionaba un efecto sonoro impresionante cuando las trompas de la época (no del todo perfeccionadas y sin válvulas) tocaron en un grupo de cuatro. Es probable que el propio Haydn hubiera sido uno de los primeros violinistas, al frente de la orquesta con su instrumento. De acuerdo con James Webster, "el público habría estado constituido únicamente por el príncipe y sus invitados, y muy a menudo la orquesta de Haydn, constituida por una quincena de músicos, habría superado en número a los oyentes." Sobre la cantidad de músicos de la orquesta, David Wyn Jones señala que: "dado que la orquesta de Esterházy en su conjunto no tenía más de 16 o 17 músicos, [cuatro trompas] equivalían a una cuarta parte de la orquesta, una proporción que ni siquiera Mahler o Strauss contemplaron. Este desequilibrio deliberado de la sonoridad a menudo se compensa en las interpretaciones modernas aumentando el número de cuerdas o indicando a los trompistas que toquen más suave".
El editor musical Jean-Georges Sieber publicó esta obra como "sinfonía concertante" hacia 1785 en París, tal vez debido al destacado obbligato escrito para trompas.

## Instrumentación

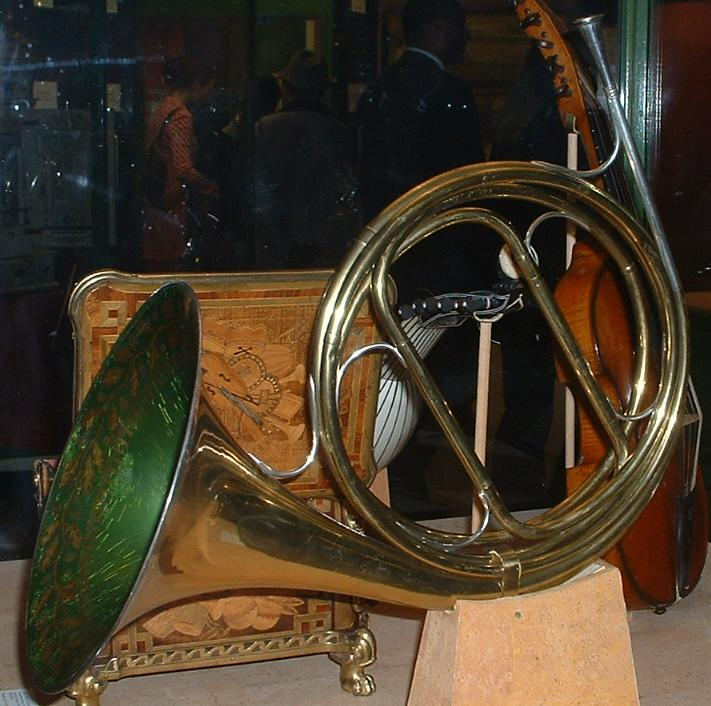
Trompa natural sin válvulas del V&A Museum, Londres.

La partitura está escrita para una orquesta formada por:
- Viento madera: 1 flauta, 2 oboes y 1 fagot.
- Viento metal: 4 trompas.
- Cuerda: una sección de cuerdas con 2 violines, viola, violonchelo y contrabajo.
- Teclado: clavecín como bajo continuo.

En interpretaciones modernas, e incluso en las historicistas, se suele optar por una sección de cuerdas más amplia que la empleada en su estreno. Hay solos para flauta, oboe, violín, violonchelo, trompa e incluso bajo (un violone, que no es exactamente el mismo instrumento que el contrabajo, la viola baja). En aquella época se solía emplear un fagot para amplificar la voz del bajo, incluso sin una notación separada. En cuanto a la participación del clavecín como bajo continuo en las sinfonías de Haydn existen diversas opiniones entre los estudiosos: James Webster se sitúa en contra; Hartmut Haenchen a favor; Jamie James en su artículo para The New York Times presenta diferentes posiciones por parte de Roy Goodman, Christopher Hogwood, H. C. Robbins Landon y James Webster. A partir de 2019 la mayor parte de las orquestas con instrumentos modernos no utiliza el clavecín como continuo. No obstante, existen grabaciones con clavecín en el bajo continuo realizadas por: Trevor Pinnock (Sturm und Drang Symphonies, Archiv, 1989-1990); Nikolaus Harnoncourt (n.º 6–8, Das Alte Werk, 1990); Sigiswald Kuijken (incluidas las Sinfonías de París y Londres; Virgin, 1988-1995); Roy Goodman (Ej. n.º 1-25, 70-78, 82-87; Hyperion, 2002).

## Estructura y análisis
La sinfonía consta de cuatro movimientos:
- I. Allegro, en re mayor 3
4
- II. Adagio, en sol mayor 6
8
- III. Menuet – Trio, en re mayor 3
4
- IV. Finale. Moderato molto, en re mayor 2
4

La interpretación de esta obra dura aproximadamente entre 25 y 30 minutos. La tonalidad de re mayor se utilizaba a menudo para música festiva y de celebración, cualidades que sin duda posee esta sinfonía. Las connotaciones festivas de re mayor se deben a que la trompeta podía tocarse en esa tonalidad, y a que las trompas afinadas en ese tono tenían un útil rango agudo. Haydn usó cuatro trompas en lugar de las dos habituales para lograr un sonido más rico y heráldico. Según H.C. Robbins Landon, el compositor separó las trompas en dos parejas, colocándolas en lados opuestos de la orquesta o separadas espacialmente entre sí, para generar efectos de eco. La sinfonía presenta fuertes rasgos concertantes; Haydn probablemente estaba exhibiendo el talento de sus músicos al mismo tiempo que el príncipe Nicolás lucía su nueva residencia.

### I.Allegro
El primer movimiento, Allegro, está escrito en la tonalidad de re mayor, en compás de 3/4 y sigue la forma sonata. Se inicia con una conocida llamada de trompa que tocaban los conductores de los carruajes oficiales de correos para anunciar su llegada. Muestra una sección de trompas más dramática, aunque no emplea las llamadas de caza que serían empleadas en el oratorio Las estaciones o en la Sinfonía n.º 73 "La chasse". Aquí Haydn empieza con una fanfarria militar empleando las cuatro trompas al principio. Le sigue un solo de trompa tocando una señal de corneta de posta, que era empleada popularmente para marcar la salida y llegada del correo. La recapitulación hasta el principio omite la fanfarria, empezando con la señal de salida, pero la fanfarria vuelve en las codas del primer y último movimiento.

### II.Adagio
El segundo movimiento, Adagio, está en sol mayor y en compás de 6/8. El movimiento lento está en ritmo siciliano y presenta pasajes complejos para violín y violonchelo solo con acompañamiento del bajo mediante pizzicati. La orquestación al completo, con las cuatro trompas, se guarda para los pasajes en tutti que le dan un aire de concerto grosso o concertante.

### III.Menuet–Trio
El tercer movimiento, Menuet – Trio, está en re mayor y en compás de 3/4. Cuenta con una excelente y original orquestación para oboes y trompas entrelazados.

### IV.Finale. Moderato molto
El cuarto y último movimiento, Moderato molto, retoma la tonalidad inicial y el compás es 3/4. El Finale responde a la forma de un tema con siete variaciones. Cada variación está escrita para un instrumento solista diferente hasta que todos los principales han tenido su turno. Las variaciones que aparecen aquí y en la Sinfonía n.º 72 son las primeras en las sinfonías de Haydn. La mayoría de las variaciones están escritas para destacar un instrumento en particular o una sección de la orquesta, en el siguiente orden: oboes, violonchelo, flauta, trompas, violín solo, tutti y contrabajo. Hay una coda final, marcada Presto, cuyas notas finales repiten la fanfarria de las trompas del movimiento inicial.